# Дублирование

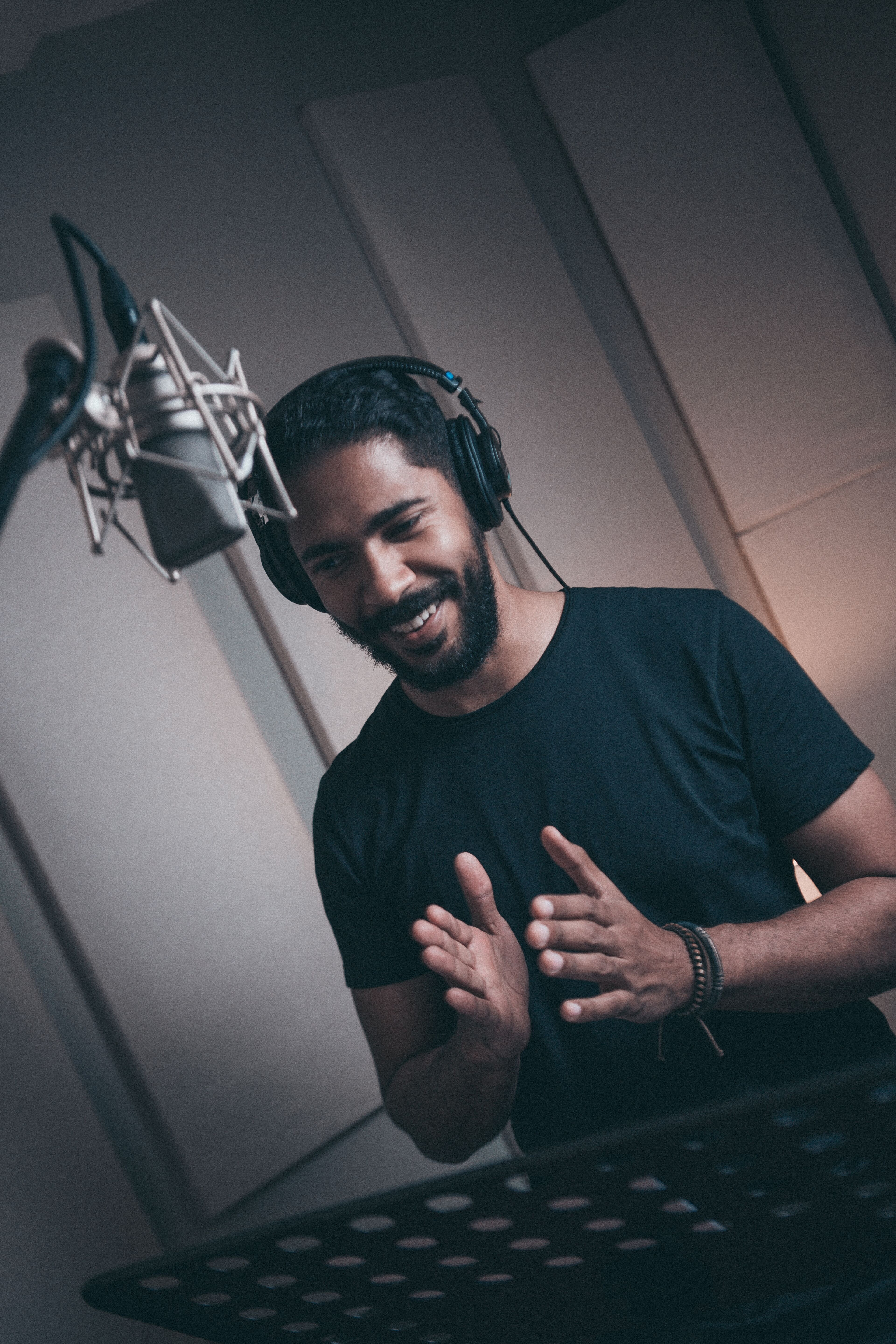
Актёр дубляжа за работой

Дублирование (от слова дубль — двойной), или дублированный перевод, или кратко дубляж — разновидность озвучивания, предусматривающая изготовление речевой фонограммы кинофильма на другом языке, смысловое содержание которой соответствует переводу оригинального звукового сопровождения. При дублировании оригинальная речевая фонограмма полностью заменяется новой, сделанной таким образом, чтобы совпадала не только длительность фраз, но и, по возможности, артикуляция актёров с новым текстом. Упрощённый способ дублирования, при котором совпадают только начало и конец фраз без укладки текста, называется липсинк.
Дублирование является наиболее затратным способом адаптации фонограммы для иностранной аудитории по сравнению с закадровым озвучиванием, так как синхронизация текста и длительности фраз с губами актёров, разделение голосовых, шумовых и музыкальных дорожек, а также подбор голосов под характеристики и манеры персонажей требуют наличия дорогого оборудования и очень высокого уровня профессионализма переводчиков, актёров озвучивания и технических специалистов, в то время как закадровый перевод способен сделать даже один человек.

## Технология
Премьера первого в мире дублированного звукового фильма «Плавучий театр» (англ. Show Boat) состоялась 17 апреля 1929 года. Идея замены голоса одного актёра другим принадлежит режиссёру Эдвину Гопкинсу. Дублирование использовано в одном из музыкальных номеров, записанном по ранней системе оптической звукозаписи «Мувитон». 27 мая того же года на экраны вышел первый дублированный на иностранный язык фильм «Бродвей» Пала Фейоша. С распространением звукового кинематографа дублирование стало применяться повсеместно для сохранения международной аудитории.
Фонограмма любого фильма состоит из трёх основных частей: речевой, музыкальной и шумовой. Каждая из них записывается на одной или нескольких звуковых дорожках. В процессе перезаписи на специализированной цифровой рабочей станции (DAW) все эти дорожки сводятся в одну общую фонограмму, которая используется для печати совмещённых фильмокопий или производства цифровой копии (DCP). По окончании постпроизводства сведённая фонограмма фильма, а также звуковые дорожки, содержащие отдельно речь, шумы и музыку, передаются для тиражирования:
- В случае фильмокопии — в составе так называемого фильмового комплекта, состоящего из нескольких плёнок, в числе которых смонтированный негатив изображения, звуковые дорожки с шумовой, музыкальной и речевой фонограммами, негатив сведённой общей оптической фонограммы, эталонный позитив и дубльнегатив для печати[7].
- В случае цифрового кино — для производства DCP.

По международным правилам на экспорт каждый фильм поставляется в комплекте, содержащем три основные составляющие общей фонограммы. В СССР объединением «Совэкспортфильм» для киностудий была установлена стандартная комплектация исходных материалов 35-мм фильмов, состоящая из негатива изображения, совмещённой магнитной фонограммы, негатива совмещённой фонограммы, контрольного позитива, отдельных магнитных фонограмм музыки и шумов, фонов для надписей, ролика для цветоустановки, светового паспорта и монтажных листов. Для широкоформатных фильмов в комплект включались по два варианта шумовой и музыкальной фонограмм: одноканальный и шестиканальный. В процессе дублирования речевая фонограмма полностью заменяется, а музыкальная и шумовая остаются без изменений или незначительно редактируются. Современная технология получения дублированной речевой фонограммы состоит из нескольких этапов:
1. Прежде всего переводчиком делается литературный перевод к фильму, затем укладчик текста (который иногда сам может выступать в качестве переводчика) обрабатывает текст для того, чтобы фразы совпадали по длине с оригинальными и ложились на артикуляцию актёрам[10]. При качественно выполненной работе создаётся впечатление, что актёры говорят и артикулируют на языке перевода. Важным фактором при синхронизации текста является попадание в смыкания, то есть английскому P могут соответствовать русские Б, М, В, Ф или П. Иногда литукладчику требуется редактор-консультант, который проверяет текст на наличие не только лексических, но и фактических ошибок. Например, в фильме «Нефть» использовалась сложная терминология, без знания которой переводчик рискует не понять смысл фразы в целом. Грамотный перевод должен сохранять оригинальные шутки и каламбуры, а стихи должны быть переведены также стихами.
2. Затем проводится кастинг на основные роли. Здесь прежде всего учитывается мнение заказчика. Чаще всего заказывает дубляж локальная компания-прокатчик, но некоторые кинокомпании, такие как 20th Century Fox, «Парамаунт» или «Дисней» часто заказывают дубляж самостоятельно (в том числе и для России) и для своих фильмов требуют записывать и высылать пробы актёров. Для того, чтобы актёра озвучивания утвердили на роль, важно, чтобы тембральный окрас его голоса соответствовал тембру голоса оригинального актёра[11]. Далеко не все компании-прокатчики следят за качеством дублирования, поэтому режиссёр может поставить актёра на своё усмотрение. Иногда заказчик приглашает особого актёра или известную личность (журналиста, теле- или радиоведущего, музыканта и т. п.) для озвучивания главных ролей. Так, например, в фильме «Миллионер из трущоб» ведущего передачи «Кто хочет стать миллионером?» дублировал Дмитрий Дибров, а для дубляжа английской версии передачи «Top Gear» канал Discovery пригласил ведущих русской версии. У актёров дубляжа важно наличие актёрского образования и опыта работы в кино и театре. Например, актёр Владимир Ерёмин, дублировавший Аль Пачино, Энтони Хопкинса и многих других — заслуженный артист РФ.
3. Непосредственно процесс записи актёров. Каждого актёра записывают отдельно от других, за несколько смен по 3-5 часов в зависимости от объёма работы. Очень важно, чтобы на выходе актёрская работа в дубляже получилась эквивалентна оригинальной[12]. Процесс озвучивания длится в среднем одну-две недели, однако на многие дубляжи заказчики в целях экономии ограничивают студийные часы, сводя процесс озвучивания даже к одному дню[10]. Чаще всего это касается теледубляжей («Звёздные войны» 4-6), но иногда и кинопрокатных («Сумерки. Сага. Новолуние»).
4. Техническая сторона — работа звукорежиссёра и перезапись[10]. На этом этапе речевая фонограмма распределяется по отдельным каналам объёмной фонограммы с таким расчётом, чтобы звук следовал за изображением актёра на киноэкране и совпадал со звуковыми эффектами шумовой фонограммы. На завершающей стадии речевая фонограмма микшируется с музыкальной и шумовой в одну общую, из которой изготавливается совмещённая магнитная или оптическая фонограмма фильмокопий, а также цифровая для видеорелиза.

### Студии дубляжа
Со временем для дублирования фильмов в России и стран СНГ стали появляться студии высочайшего уровня. Дублировать фильмы стали как крупные студии звукозаписи (такие как «Мосфильм», «Невафильм», «Пифагор», Blackbird Sound), так и небольшие студии.

### Особенности
- При подборе актёров для дублирования учитывается оригинальный голос, темперамент персонажа и голосовой возраст[11]. Однако окончательное решение принимает компания-прокатчик, и её выбор может быть неочевидным.
- Названия некоторых дублированных фильмов и мультфильмов для проката в кинотеатре, а впоследствии при показе на телевидении могут визуально переводиться на русский язык (причём не всегда дословно; как правило, на экране показывается перевод названия, утверждённый прокатчиком и появляющийся в роликах-трейлерах фильма, выходящих до премьеры, и на афишах киносеансов). При этом для титров язык оригинала сохраняется. Если визуальный перевод названия не делался, то его озвучивает голос диктора за кадром.
- При дублировании требуется специальная укладка текста и обработка перевода, чтобы русская речь максимально соответствовала артикуляции и мимике актёров на экране[13].
- Если в оригинальной версии фильма присутствуют вставки реплик и диалогов, звучащих на другом языке (не на том, по которому осуществляется дублирование), то они, как правило, не дублируются вместе с остальными фразами, а передаются либо субтитрами на базовом языке фильма с добавлением русскоязычного закадрового озвучивания, либо субтитрами на русском языке, либо просто в закадровом переводе безо всяких субтитров.
- Каждого актёра должен озвучивать (говорить за него) другой человек (тем не менее, нескольких персонажей может профессионально озвучивать один актёр-дублёр, иногда этот факт могут опознать только специалисты).
- Важным элементом дублированного кинофильма является соответствие звучания голоса акустическим условиям. Например, если актёр стоит в ванной комнате, голос дублёра также должен звучать с небольшим эхом[14].
- Режиссёр дубляжа фильма в отдельных случаях сам может озвучивать некоторые роли, от главных до второстепенных и эпизодических, а также выполнять функции укладчика текста.
- Закадровую речь рассказчика и прочие шумы (например, озвучивание диктором титров фильма, названия и некоторых надписей[15], а также голоса участников массовки в сценах с присутствием больших групп людей) также записывают отдельно, на профессиональном сленге такой звук называется «гур-гур».
- Песни в фильмах обычно не дублируются. Исключение, как правило, составляют некоторые фильмы-мюзиклы и значительная часть детской кинопродукции (мультсериалы, полнометражные мультфильмы): там стихи песен переводятся таким образом, чтобы переведённый текст, который дублёру предстоит записать под музыку, максимально совпадал с оригиналом по стихотворному размеру, рифмам и артикуляции (т. н. эквиритмический перевод); при этом обе версии текста могут частично отличаться друг от друга по смыслу (если в песнях содержатся вставки речитативов, то перевод к ним делается стандартный). В зависимости от того, сколько вокалистов участвовало в записи оригинальной песни, её дублированная версия может быть записана либо одним солистом, либо небольшой группой солистов (дуэтом, трио, квартетом и др.) или даже целым хором, а порой и солистами в сопровождении хора или бэк-вокала. Запись песни проходит под контролем музыкального руководителя, который также и сам может исполнять вокальные партии. Кроме того, нередко наблюдается ситуация, когда одного и того же персонажа, за которым в фильме закреплены вокальные номера, озвучивают два разных человека: один исполняет песни, а другой зачитывает разговорные реплики (причём это может быть свойственно как оригинальной версии фильма, так и дублированной).
- Информация о сделанном дубляже в фильме может быть представлена двумя способами. Так, в большинстве мультфильмов она всплывает на экране на несколько секунд сразу же после окончания показа финальных титров; зрителю становятся видны все сведения об актёрах и озвученных ими ролях, названиях песен и их исполнителях, режиссёре дубляжа, звукорежиссёре, переводчиках, авторах синхронного текста и текстов песен, студии дубляжа. В художественных фильмах эту информацию обычно зачитывает диктор за кадром на фоне идущих титров. При этом имена участников дубляжной команды зачастую опускаются, и зритель слышит только упоминания о названиях студии дубляжа, компании-прокатчика и годе, когда был сделан дубляж.
- За иностранными знаменитостями и их персонажами часто закрепляются известные отечественные актёры. Например, Джордж Клуни в российском прокате, как правило, говорит голосом актёра Владимира Вихрова, Том Круз и Киану Ривз — голосом Всеволода Кузнецова, Джек Николсон, Том Хэнкс и Шрек говорят голосом популярного артиста театра и кино Алексея Колгана[13], Лиам Нисон, Пирс Броснан, Сильвестр Сталлоне, Хьюго Уивинг — голосом Владимира Антоника[13], Роберт Дауни-младший и Джейсон Стейтем — голосом Владимира Зайцева, Джеки Чан — голосом Андрея Бархударова[13], Леонардо Ди Каприо — голосом актёра «Большой разницы» Сергея Бурунова, Скарлетт Йоханссон — голосом Татьяны Шитовой. Яркие примеры советского периода: «связка» Жан-Поль Бельмондо — Николай Караченцов и Луи де Фюнес — Владимир Кенигсон[16].

## Дублирование в мире

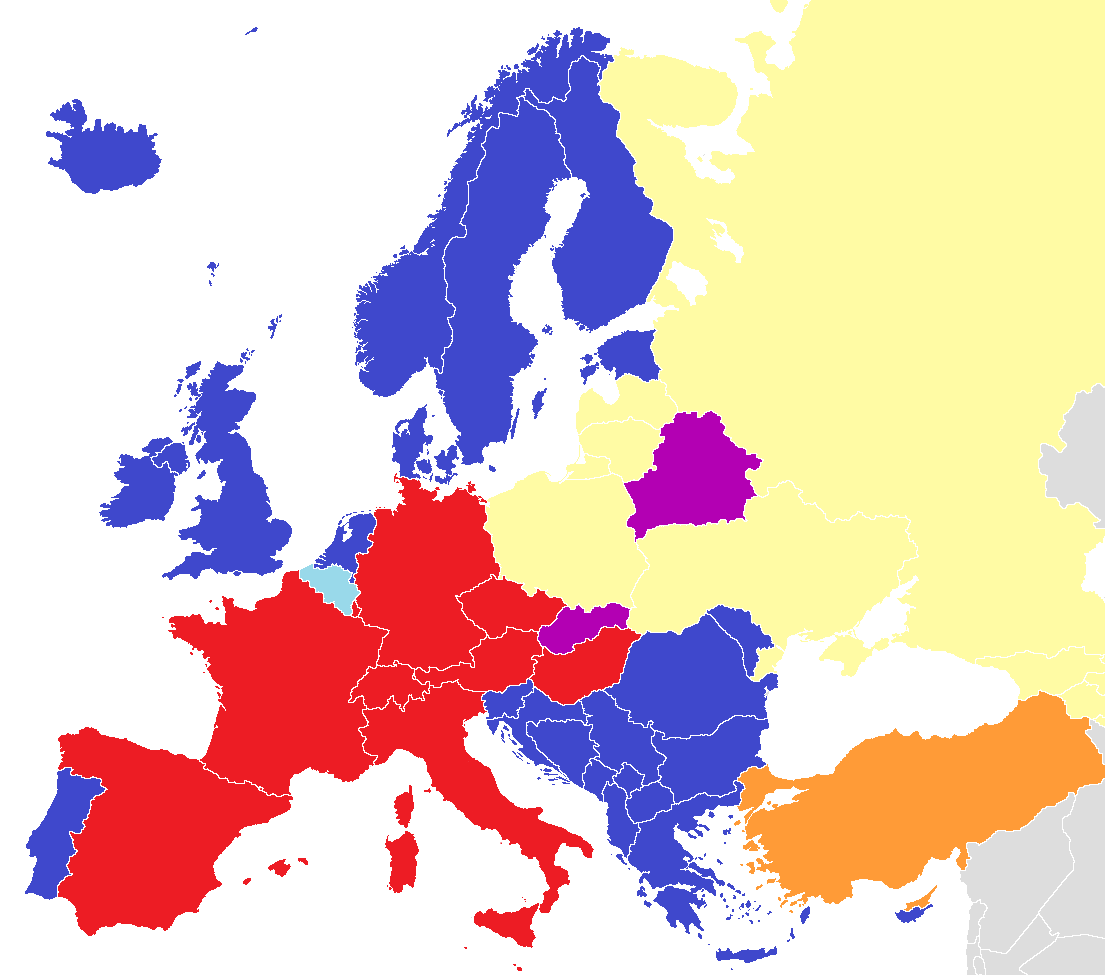
В Европе:
Детская продукция: Страны, в которых дублирование используют только в телепрограммах для детей, а остальное — преимущественно субтитры.
Смешанные зоны: Страны, в которых делается как дублирование, так и субтитрирование.
Закадровое озвучивание: Страны, в которых делается как дублирование, так и закадровый перевод или субтитрирование.
Полное дублирование: Страны, в которых преобладает полный дубляж всей видеопродукции.
Страны, где иногда дублируют и которые производят как собственный дубляж, так и используют уже сделанные дубляжи других стран. К таким странам относятся Австрия, Лихтенштейн, Швейцария, Бельгия, Люксембург, Северная Македония, Черногория, Босния и Герцеговина, Белоруссия и Молдавия.

В большинстве стран мира преобладающим способом перевода иностранных аудиовизуальных произведений являются субтитры или дублирование. Такое явление, как закадровый перевод, характерно преимущественно для стран Восточной Европы.
К государствам, в которых дубляж является преобладающим способом перевода иностранных фильмов, относятся Франция, Италия, Испания, Германия, Венгрия и Россия. В Австрии, Лихтенштейне и Швейцарии зарубежная продукция демонстрируется, как правило, с дубляжем, сделанным для немецкого рынка, в Бельгии и Люксембурге — для немецкого или французского, в Северной Македонии и Черногории — для сербского, в Боснии и Герцеговине — для сербского или хорватского, в Белоруссии — для российского, а в Молдавии — для румынского.
В Великобритании, Ирландии, Португалии, Нидерландах, Греции, Румынии, в государствах Балканского полуострова и Скандинавии, Финляндии и странах Балтии дублируется только продукция для детской аудитории. Вся прочая аудиовизуальная продукция переводится с помощью субтитров.

### США
В США дублируются в основном фильмы азиатских стран, тогда как для остальной продукции предусмотрены субтитры. Для кассовых картин создаются ремейки с английской озвучкой вместо оригинальной.

### Канада
В Канаде для всех фильмов, сериалов и мультфильмов создаются ремейки с новой озвучкой (французской или английской) вместо оригинальной. Во франкоязычной части страны, как правило, используется французское дублирование, в англоязычных же регионах преобладают субтитры.

### Турция и Болгария
В Турции и Болгарии в кинотеатрах обычно показывают фильмы с субтитрами, но фильмы, сериалы и мультфильмы распространены с турецким дубляжем или субтитрами и с болгарским дубляжем, многоголосым закадровым переводом или субтитрами.

### Латинская Америка
Дублирование в Латинской Америке распространено с озвучиванием в Мексике на латинском испанском (для испанской аудитории) и на бразильском португальском для Бразилии.

### Польша
В Польше дубляж распространён в основном для детской продукции и высокобюджетных фильмов. Для всей прочей видеопродукции используют одноголосый/двухголосый закадровый перевод либо субтитры.

### Чехия и Словакия
В Чехии и Словакии в кинотеатрах фильмы обычно показывают с субтитрами, однако они всегда доступны с дублированием на телевидении и DVD. Для фильмов, сериалов и мультфильмов на телевидении преимущественно делают как словацкий дубляж, так и используют чешский дубляж.

### Латвия и Литва
В балтийских странах — Латвии и Литве — дублируют преимущественно детскую продукцию в кинотеатрах; для всего прочего предусмотрен одноголосый/двухголосый закадровый перевод. С марта 2022 по апрель 2023 года осуществлялся русский дубляж зарубежных фильмов и сериалов.

### СССР и Россия

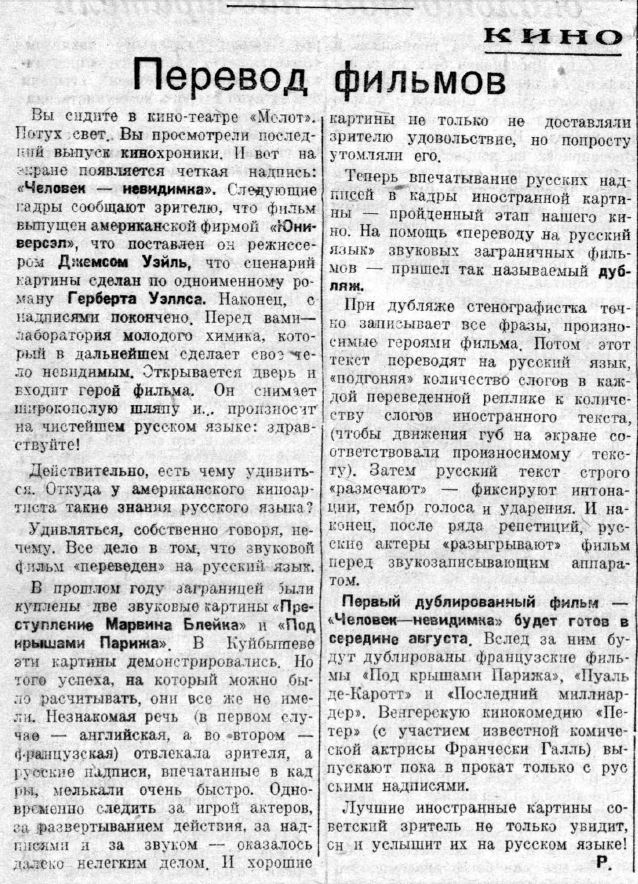
Статья в газете «Волжская коммуна» (Куйбышев, 24.07.1935) о первом опыте дубляжа иностранного фильма в СССР.

Первый советский дубляж был выполнен в 1935 году для американского фильма «Человек-невидимка». Работы по дублированию продолжались около года под руководством режиссёра Марка Донского.
В 1950—1991 годах иностранные фильмы и сериалы дублировались на русский язык на телеканалах ЦТ СССР. Это было обычной практикой в Советском Союзе, поскольку большинство советских граждан не знали иностранных языков и требовались дублированные версии для просмотра. В результате, многие иностранные произведения были переведены и озвучены на русский язык для широкой аудитории в стране.
В России большинство зарубежных фильмов в кинотеатрах выходили с дубляжем, а на телевидении дубляж использовался параллельно как с многоголосым, так и с двухголосым закадровым переводом (впрочем, до 8 июня 2023 года закадровый перевод специально по заказу телеканалов делался очень редко; чаще всего в телеэфире показывают фильмы с переводом, сделанным в 1990—2000-е годы, когда такая практика была широко распространена).
Из-за наложения санкций против России мировые киностудии (The Walt Disney Company, NBCUniversal, Paramount Global, Warner Bros. Discovery и Sony) ушли с российского рынка, и лицензионный дубляж фильмов, выполнявшийся профессиональными студиями звукозаписи, был остановлен на неопределённый срок. Однако, учитывая то, что русский дубляж транслировался почти во всех кинотеатрах СНГ (бывшего СССР), созданием официальных русскоязычных дубляжей на текущий момент занимаются студии из Казахстана (главным образом — MovieDalen), из Грузии (главным образом — Bravo Records Georgia) и Израиля (главным образом — SCProdub).

### Украина
На Украине для фильмов, сериалов и мультфильмов на телевидении преимущественно выполняется украинский, так и русский дубляж выполненный до 24 февраля 2022 года.
В 1995—2006 годах для украинского рынка использовался русский дубляж, выполненный в России.
В 2003—2022 годах российские и украинские русскоязычные фильмы, сериалы и программы, а также советские фильмы и мультфильмы транслировались с украинскими субтитрами или без субтитров.
В 2009—2022 годах начали дублировать зарубежные фильмы на русский язык в кинотеатрах, а уже в 2017—2022 годах — русскоязычный контент фильмов и сериалов на телевидении на украинский язык.
С 24 февраля 2022 года в связи с вторжением России на Украину были сняты и убраны с эфира показ советских и российских фильмов, сериалов, мультфильмов и программ, а также прекращено дублирование российского контента на украинский язык.

### Беларусь
В Белоруссии преобладает использование ранее изготовленного российского дубляжа или закадрового перевода, однако в последние годы набирает популярность перевод фильмов на белорусский язык, рассчитанный преимущественно на узкий круг любителей.

### Казахстан
В Казахстане впервые дублировали на казахский язык мультфильм «Тачки 2». С октября 2021 года на постоянной основе осуществляется русский дубляж зарубежных фильмов и сериалов. С 2022 года же официальным дубляжем многих фильмов некоторых американских кинокомпаний занимаются именно казахстанские студии.

### Азербайджан
В Азербайджане дубляж встречается редко, так как видеопродукцию транслируют с многоголосым закадровым переводом. В кинотеатрах на азербайджанском языке в основном выходят фильмы собственного производства, зарубежные же выходят с русским и турецким дубляжами, на оригинальном языке, а также с субтитрами на азербайджанском. Порой некоторые зарубежные фильмы и сериалы выходят на телевидении с азербайджанским дубляжем, к тому же, в большинстве случаев каждый телеканал делает свой дубляж с разными актёрами. Но было объявлено, что 28 ноября 2024 года во всех главных сетевых кинотеатрах страны (сетей кинотеатров CineMastercard и Park Cinema) вышел фильм «Приключения Паддингтона 3» в официальном азербайджанском дубляже. Это — первый знаковый случай, когда в кинотеатрах Азербайджана зарубежный фильм вышел в азербайджанском дубляже.

### Грузия
В Грузии сохраняются оригинальные звуковые дорожки в фильмах и сериалах (с закадровым переводом), однако иногда их также дублируют. С марта 2022 года по сей день осуществлялся в том числе и русский дубляж зарубежных фильмов мировых киностудий.

### Израиль
В Израиле дублируют, в основном, детскую продукцию в кинотеатрах; для всего прочего используют преимущественно субтитры. С начала 1990-х осуществляется русский дубляж и закадровый перевод зарубежных фильмов и сериалов. С 2023 года израильские студии записывают официальный русский дубляж для продукции студий Universal, Paramount и Netflix.

## Отражение в культуре
- Герои пьесы Эмиля Брагинского и Эльдара Рязанова «Притворщики» (1976 г.) работают актёрами озвучивания иностранных фильмов[28].